# Pyrausta pyrocausta
Pyrausta pyrocausta là một loài bướm đêm trong họ Crambidae.